# John-Lee Augustyn
John-Lee Augustyn (Kimberley, 10 augustus 1986) is een Zuid-Afrikaans voormalig wielrenner.

## Biografie
John-Lee Augustyn begon zijn wielercarrière als continentale renner in 2005 bij Team Konica Minolta. In zijn eerste jaar won hij nog geen grote wedstrijd, maar een jaar behaalde hij de eerste plek op het Zuid-Afrikaans kampioenschap op het onderdeel individuele tijdrit, bij de beloften. In dat jaar won hij ook een etappe in de Ronde van Japan.
Tussen de seizoenen 2006 en 2007 wisselde Augustyn van werkgever, hij werd prof bij het Britse Team Barloworld. Hij ontpopte zich als een sterke klimmer en reed veel ereplaatsen bij elkaar. Vooral in Spaanse wedstrijden zette hij enkele goede prestaties neer, zo werd hij derde in een etappe en eveneens derde in het eindklassement van de Ronde van Asturië ook eindigde hij als zesde in de Clásica Alcobendas. In de Ronde van Trentino bezette hij in het eindklassement de elfde plek.
In 2008 maakt Augustyn zijn debuut in de Ronde van Frankrijk. Tijdens de zestiende etappe van deze Tour bereikte hij als eerste de top van de Col de la Bonette, maar even later miste hij een bocht in de afdaling en schoof het ravijn in. Na deze val eindigde hij als 35ste in deze rit, waar hij anders met zijn 4 medekoplopers om de zege zou hebben gestreden.
In mei 2012 stopte hij met wielrennen omdat hij na een heupoperatie nooit meer z'n oude niveau evenaarde. Op 8 december 2012 werd bekend dat hij in 2013 een comeback wilde maken. Dit deed hij uiteindelijk in 2014 in zijn thuisland, bij MTN-Qhubeka.
Vanwege een slepende heupblessure zette hij op 9 mei 2014 opnieuw een punt achter zijn carrière.

## Belangrijkste overwinningen
2006
1e etappe Ronde van Lesotho
4e etappe Ronde van Japan
 Zuid-Afrikaans kampioen op de weg, Beloften

## Resultaten in voornaamste wedstrijden
| Jaar | Ronde van Italië | Ronde van Frankrijk | Ronde van Spanje |
| ---- | ---------------- | ------------------- | ---------------- |
| 2008 |                  | 48e                 |                  |
| 2009 | 77e              |                     |                  |
| 2010 |                  |                     | opgave           |
| 2011 |                  |                     |                  |

| Jaar | Luik-Bast.‑Luik | Ronde van Lombardije | Waalse Pijl | Clásica San Sebastián |
| ---- | --------------- | -------------------- | ----------- | --------------------- |
| 2008 | 73e             | 88e                  |             |                       |
| 2009 | 69e             |                      | 23e         |                       |
| 2010 |                 | opgave               |             | 81e                   |
| 2011 |                 |                      |             | opgave                |

Arreitunandia ·
Augustyn ·
Bonomi ·
Caccia ·
Cárdenas ·
Cheula ·
Cox ·
Degano ·
Guidi ·
Hunter ·
Jefimkin ·
Lewis ·
Longo Borghini ·
Perry ·
Sabido ·
Siwtsow ·
Soler ·
Thomas ·
Corti (stagiair) ·
Swift (stagiair) ·
Rincón (stagiair) 
Augustyn ·
Bellotti ·
Caccia ·
Calcagni ·
Cárdenas ·
Cheula ·
Cooke ·
Corti ·
Cummings ·
Dueñas ·
Froome ·
Gasparotto ·
Hunter ·
Impey ·
Longo Borghini ·
Pfannberger ·
Sabido ·
Scognamiglio ·
Soler ·
Thomas ·
Tanner (stagiair) 
Augustyn ·
Bellotti ·
Caccia ·
Calcagni ·
Cárdenas ·
Cheula ·
Corti ·
Cummings ·
Froome ·
Hunter ·
Impey ·
Longo Borghini ·
Merlo ·
Scognamiglio ·
Soler ·
Thomas
Arvesen ·
Augustyn ·
Barry ·
Boasson Hagen ·
Calzati ·
Carlström ·
Cioni ·
Cummings · 
Downing ·
Flecha ·
Froome ·
Gerrans ·
Hayman ·
Henderson ·
Kennaugh ·
Löfkvist ·
Nordhaug ·
Pauwels ·
Portal ·
Possoni ·
Stannard ·
Sutton ·
Swift ·
Thomas ·
Viganò ·
Wiggins
Appollonio ·
Arvesen ·
Augustyn ·
Barry ·
Boasson Hagen ·
Carlström ·
Cioni ·
Cummings · 
Downing ·
Dowsett ·
Flecha ·
Froome ·
Gerrans ·
Hayman ·
Henderson ·
Hunt ·
Kennaugh ·
Knees ·
Löfkvist ·
Nordhaug ·
Pauwels ·
Possoni ·
Rogers ·
Stannard ·
Sutton ·
Swift ·
Thomas ·
Urán ·
Wiggins ·
Zandio ·
Puccio (stagiair)
Augustyn · Ciolek · Debesay · Dougall · Gerdemann · Grmay · Janse van Rensburg · Jim · Konovalovas · Kudus · Meintjes · Niyonshuti · Pardilla · Potgieter · Reguigui · Reimer · Russom · Sbaragli · Stauff · Teklehaimanot · Tewelde · Thomson · van Niekerk · Venter · Wesemann · van Zyl · Hník (stagiair)